# Ressourcenabhängigkeitsansatz
Der Ressourcenabhängigkeitsansatz (engl. resource-dependence theory) hat seine Wurzeln in der klassischen Systemtheorie, behavioristischen Organisationstheorie und sozialen Austauschtheorie. Es handelt sich um einen Ansatz zur Analyse von System-Umwelt-Beziehungen und Strategien von Wirtschaftsorganisationen. Obwohl diese Betrachtungsweise in der militärischen Strategie schon früh berücksichtigt wurde, taucht sie in den Wirtschaftswissenschaften erst in den späten 1970er Jahren auf. Führende Theoretiker waren Jeffrey Pfeffer und Jay Barney.

## Übersicht
Der Ansatz fokussiert einen Aspekt der marktstrukturellen Betrachtungsweise von Michael E. Porter, der in seiner Strukturanalyse die Abhängigkeit von den Lieferanten einer Branche und ihre Machtstellung als einen von mehreren wettbewerbsrelevanten Faktoren betrachtet. Der Ressourcenabhängigkeitsansatz untersucht die Eingabe (Inputs), die ein Unternehmen zur Erfüllung der selbst gesteckten Ziele benötigt. Dabei kann es sich um Rohmaterial, Kapital, Energie, Wasser, aber auch um nichtmaterielle Ressourcen wie Standorte, Arbeitskraft, Wissen und Patente handeln. Um diese Ressourcen konkurriert die Organisation mit Verbrauchern aus der gleichen, aber auch aus anderen Branchen, die in der Porterschen Analyse nicht berücksichtigt wurden. Damit ist die Autonomie einer Organisation bedroht und sie wird versuchen, diese Autonomie zu verteidigen.
Die Stärke der Abhängigkeit ist dabei eine wesentliche Bestimmungsgröße für das Verhalten einer Organisation. Beispielsweise kann der Energieverbrauch eines Werks ignoriert werden, wenn der Energiepreis stabil und niedrig ist. In einem solchen Umfeld lohnen Investitionen zur Einsparung nicht, da diese im Vergleich mit Mitbewerbern zu höheren Kosten führen würden. Die Stärke der Abhängigkeit bestimmt sich
- aus dem relativen Anteil der Ressource an den Inputs und Outputs der Organisation.[1]
- aus der Unabhängigkeit desjenigen, der die Ressource kontrolliert. Unabhängigkeit bedeutet unbeschränkten Zugang und Entscheidungsfreiheit bei der Verteilung. Abhängigkeit bedeutet beschränkten Zugang und Einschränkungen in der Verteilung.[1]
- aus der Marktstellung der kontrollierenden Einheit, wobei es sich um eine Monopol- oder eine andere Marktstruktur handeln kann. Nicht substituierbare Ressourcen verstärken die Abhängigkeit.[1]

Diese Faktoren schränken die Autonomie einer Organisation ein. 
Als strategische Ansatzpunkte für eine Gestaltung der Abhängigkeitsbeziehung nennt Pfeffer die folgenden drei Möglichkeiten:
- sich anzupassen oder die Beschränkungen aufzuheben, z. B. durch Bestandsbildung, Suche nach weiteren Ressourceneignern oder Integration der Ressourcenquelle (etwa durch  Insourcing von wichtigen Ressourcen, Fusionen oder Diversifikation)
- auf die Umwelt Einfluss zu nehmen, indem z. B. Aufsichtsratsmitglieder in beiden Organisationen arbeiten, Joint Ventures, Industrieorganisationen, Interessenvertretungen usw. gegründet werden oder eine gemeinsame Ressourcennutzung innerhalb einer Lieferkette erfolgt
- durch Veränderung der Rechtslage mit Hilfe politischer Aktivitäten, Lobbyarbeit und Gesetzgebung (z. B. Abbau des Monopols oder der Konzentration der Ressourceneigner).

Die gleichen Zwänge wirken aber auf alle Organisationen in der Umwelt, so dass diese ebenfalls versuchen werden, Einfluss auf andere Organisationen zu nehmen, die die kritischen Ressourcen bereitstellen.

## Annahmen in der Übersicht
Ressourcenausstattung
- Organisationen sehen sich knappen Ressourcen ausgesetzt.
- Organisationen können die benötigten Ressourcen im Wege des Austauschs von anderen Organisationen erhalten.
- Der Sachverhalt, dass Organisationen auf Ressourcen anderer Unternehmungen angewiesen sind, reduziert ihre Autonomie.
- Andererseits versuchen Organisationen, ihre Autonomie zu bewahren, indem sie Interorganisationsbeziehungen entwickeln, die den Verlust von Autonomie kompensieren.
- Triebkräfte der Evolution sind Vermeidung, Ausnutzung und Entwicklung von Abhängigkeiten.
- Die Abhängigkeiten steigen mit der Verringerung der Ressourcenverfügbarkeit und fallen mit deren Substitutionsquote.
- Ressourcen sind politische Instrumente und führen zu Machtspielen und Konflikten (Unterschied zu Kontingenztheorien, die Machtspiele verdecken).
- Rationalität des Managements

Abhängigkeiten
- vertikal (transaktional)
- horizontal (kompetitiv)

Kontrollstrategien
Wenn es nicht gelingt, die Autonomie zu bewahren, entwickeln Organisationen verschiedene Strategien, um das Verhalten der Organisationen, von denen sie abhängig sind, zu beeinflussen:
- Integration
- Kooperation
- Kooptation
- Abschluss von Rahmen- und Langzeitverträgen
- Joint Venture
- Dritt-Parteien-Intervention

Netzwerke helfen beteiligten Unternehmungen, externe Abhängigkeiten unter arbeitsteiligen Punkten zu minimieren. Durch die Kontrolle zusätzlicher Ressourcen können Gewinne erwirtschaftet werden, ohne dabei Eigentümerschaft und Verantwortung zu übernehmen. Kosten der Vereinbarung werden zusätzlichen Gewinnen gegenübergestellt. Der Preis für die Mitgliedschaft in Netzwerken – die Aufgabe eines Teils der Autonomie (um die Abhängigkeit von der Umwelt zu reduzieren, Kosten der Vereinbarung sind in Netzwerken kleiner als im Markt). Es entsteht ein Spannungsverhältnis zwischen der Autonomie und der Abhängigkeit von der Organisation, die überlebenswichtige Ressourcen kontrolliert. 

## Grenzen / Probleme
Der Ansatz betrachtet nur dyadische Beziehungen aus der Perspektive jeweils eines Unternehmens. Schwierigkeiten ergeben sich bei der Analyse von Systemverbünden. Die Unterstellung eines rationalen Managements ist problematisch. Effizienz- und Kostenüberlegungen werden vernachlässigt.